# Гарві (округ, Канзас)
Шаблон:StateAbbr_ 38°07′26″ пн. ш. 97°38′43″ зх. д. / 38.123888888889° пн. ш. 97.645277777778° зх. д.
Округ Гарві (англ. Harvey County) — округ (графство) у штаті Канзас, США. Ідентифікатор округу 20079.

## Історія
Округ утворений 1872 року.

## Демографія
За даними перепису 
2000 року 
загальне населення округу становило 32869 осіб, зокрема міського населення було 22691, а сільського — 10178.
Серед мешканців округу чоловіків було 15968, а жінок — 16901. В окрузі було 12581 домогосподарство, 8930 родин, які мешкали в 13378 будинках.
Середній розмір родини становив 3.
Віковий розподіл населення поданий у таблиці:
| Стать    | До 15 років | 15-21 | 22-29 | 30-39 | 40-49 | 50-65 | 65-85 | Понад 85 |
| -------- | ----------- | ----- | ----- | ----- | ----- | ----- | ----- | -------- |
| Чоловіки | 3541        | 1805  | 1452  | 2126  | 2448  | 2350  | 1964  | 282      |
| Жінки    | 3420        | 1705  | 1381  | 2229  | 2504  | 2396  | 2576  | 690      |

## Суміжні округи
- Меріон — північний схід
- Батлер — схід
- Седжвік — південь
- Ріно — захід
- Макферсон — північний захід

## Виноски
1. ↑  U.S. Decennial Census. United States Census Bureau. Архів оригіналу за 12 травня 2015. Процитовано 26 липня 2014.
2. ↑  Historical Census Browser. University of Virginia Library. Архів оригіналу за 11 серпня 2012. Процитовано 26 липня 2014.
3. ↑  Population of Counties by Decennial Census: 1900 to 1990. United States Census Bureau. Архів оригіналу за 5 червня 2019. Процитовано 26 липня 2014.
4. ↑  Census 2000 PHC-T-4. Ranking Tables for Counties: 1990 and 2000 (PDF). United States Census Bureau. Архів оригіналу (PDF) за 18 грудня 2014. Процитовано 26 липня 2014.
5. ↑  State & County QuickFacts. United States Census Bureau. Архів оригіналу за 6 серпня 2011. Процитовано 26 липня 2014.(англ.) Наведено за англійською вікіпедією.
6. ↑  American FactFinder. Бюро перепису населення США. Архів оригіналу за 21 травня 2008. Процитовано 31 січня 2008.

| США | Це незавершена стаття з географії США. Ви можете допомогти проєкту, виправивши або дописавши її. |